# Емилијан Римски
Преподобни Емилијан је хришћански светитељ. Рођен је у Риму. Према хришћанској традицији, починио је многе теже грехове у својој младости. Касније се отрезнио од грешења и ступио у неки манастир, и постом, бдењем, и послушањем укротио и исушио своје тело. У сваком добром подвигу био је узор свој братији. Често је ноћу излазио из манастира и ишао у једну оближњу пећину на молитву. Не знајући куд он то иде, игуман тог манастира кришом је кренуо за њим једне ноћи. Игуман је видео Емилијана како са страхом и плачем стоји на молитви. Тада је, према хришћанској традицији, небеска светлост обасјала целу гору, а нарочито ту пећину и Емилијана, а са неба се зачуо глас: Емилијане, опраштају ти се греси твоји!. Игуман се ужаснуо и побегао у манастир. Сутрадан је испричао о свему што је видео и слушао те ноћи. Емилијан је био у великом поштовању код братије, и живео дуго.
Српска православна црква слави га 7. марта по црквеном, а 20. марта по грегоријанском календару.